# 地函熱柱

地球的構造，最外層是地殼，最內是地核。中間的上部地函與下部地函即為此熱柱學說所討論的區域

地函熱柱（英语：Mantle plume）或熱柱或地幔柱是地球等行星地函熱對流的一種方式。較熱的岩石由地函底部一路上升至地函頂部，此時岩石頂部會部分熔融，岩漿進而噴出地表，而這可能是熱點或洪流玄武岩的產生機制。
與板塊構造學說一樣，都涉及地函中的熱對流，但不同的是，板塊構造學說討論地函最外層——軟流圈的對流與板塊移動的關係；而熱柱則牽涉到整層2900公里深的地函的熱對流。因此有些科學家認為板塊構造釋放地函的熱，地函熱柱則釋放地核的熱。
夏威夷-帝王島鏈的火山活動被認為是地函熱柱存在的重要證據。

## 概念
1971年威廉·傑森·摩根發表了地函熱柱理論。理論中，地函中的對流緩慢地將熱從地核攜帶至地表。現在我們知道，有兩種對流過程負責地球內部的熱交換：板塊構造與地函熱柱。前者由冷卻的岩石圈地殼沉入軟流圈來驅動，當海洋地殼隱沒，軟流圈會被動地於中洋脊湧升而達平衡。後者由地核、地函熱交換來驅動，熱物質沿細柱上升，並將熱帶離地核。地函熱柱通常獨立於板塊運動。
1970年代早期模擬地函熱柱的流體力學模型顯示，熱柱由兩個部分組成：呈長細柱狀，底端連至地函底部，頂端則膨大成球狀並隨上升而膨脹，整體就像有著細長柄的蘑菇。頂端呈蕈狀是因為細柱的熱物質上升速度較熱柱本體快，使物質累積於頂端所致。1980年代晚期至1990年代早期的模型顯示，球狀頂上升膨脹時可能會挾帶入周圍的軟流圈物質。
當熱柱頂抵達岩石圈底，會開始攤平並因減壓而大規模熔融形成玄武岩岩漿。這些岩漿可能會於短時間內大量噴發至地表（短於一百萬年），於大陸地殼形成洪流玄武岩，於海洋地殼則形成海底高原。洪流玄武岩的例子如印度的德干玄武岩與拉杰默哈尔暗色岩，亞洲的西伯利亞玄武岩、峨嵋山玄武岩，加拿大卑詩省的卡爾馬森層，南非的卡露玄武岩（Karoo basalts），南極洲的費勒粗玄岩（Ferrar dolerite）（原與卡露連接），南美洲的巴拉那玄武岩（Parana basalts）與非洲的艾坦德卡玄武岩（Etendeka basalts）（此兩者在南大西洋形成前為一個玄武岩區），北美洲的哥倫比亞河玄武岩。和熱柱有關聯的海底高原包括西南太平洋的昂東爪哇高原，印度洋的曼尼海根高原（Maniheken plateau）。
熱柱尾端的細柱仍會繼續上升，並於固定位置不斷地提供岩漿，也就是熱點。當上方岩石圈移動，熱點噴發會形成火山鏈，方向平行於板塊移動。經典例子為太平洋的夏威夷-帝王島鏈。
大陸的洪流玄武岩噴發常與大陸張裂、分離有關（如衣索比亞玄武岩與東非大裂谷），因而產生了地函熱柱在大陸張裂與海盆形成中扮演著重要角色的假說。因此亦可見一些自洋脊兩側延伸的火山鏈（如在南大西洋、冰島）或對稱的玄武岩區（如東南格陵蘭玄武岩）。

## 註解
1. ↑  Morgan, 1972 and Willson, 1963
2. ↑  Whitehead and Luther, 1975
3. ↑  Skilbeck and Whitehead, 1978

## 外部連結
- MantlePlumes.org（页面存档备份，存于）
- Large Igneous Provinces (LIPs)（页面存档备份，存于）